# Truppenübungsplatz Königsbrück

Truppenübungsplatz Königsbrück, Wache und Kaiserliches Postamt, um 1910

Der Truppenübungsplatz Königsbrück wurde 1906 für das XII. (I. Königlich Sächsisches) Armee-Korps als größter Truppenübungsplatz in Sachsen angelegt. Er befand sich nordwestlich von Königsbrück an der Pulsnitz und dem Otterbach in der Krakauischen und Königsbrücker Heide im heutigen Landkreis Bautzen. Vorher (bis 1906) war der Truppenübungsplatz Zeithain der größte Platz seiner Art für Übungen und Artillerieschießen der Königlich-Sächsischen Armee in Sachsen.

## Geschichte
Die Umgebung der Oberlausitzer Garnisonsstadt Königsbrück bot sich für die Anlegung eines Truppenübungsplatzes der Sächsischen Armee an, da vor allem die Heidegebiete recht dünn besiedelt waren. 1906 wurden die kleinen Dörfer Quosdorf (63 Einwohner), Otterschütz (198 Einwohner) und Zietsch (116 Einwohner) vom Deutschen Reich aufgekauft und im Folgejahr wurde mit der Errichtung des Neuen Lagers der Übungsbetrieb aufgenommen.
Nachdem das Neue Lager im Ersten Weltkrieg als Kriegsgefangenenlager diente, wurde im September 1914 in der Heide zwischen Schmorkau und Königsbrück der Kriegsgefangenenfriedhof Königsbrück angelegt.
1938 erweiterte die Wehrmacht das Areal und die Dörfer Bohra (215 Einwohner), Krakau (478 Einwohner), Naundorf (142 Einwohner), Rohna (302 Einwohner), Sella (120 Einwohner), Steinborn (402 Einwohner) und Zochau (143 Einwohner) wurden geräumt und abgesiedelt.

### Aufstellungen auf dem Truppenübungsplatz
Während des Zweiten Weltkriegs wurden immer wieder neue Verbände auf dem Truppenübungsgelände aufgestellt und gingen später von hier aus in den Einsatz.
Beispielhaft aufzuzählen sind:
- 27.11.1939 - 164. Infanterie-Division

### Zeit ab 1945
Nach Kriegsende wurde das Gelände durch die sowjetische Besatzungsmacht in Beschlag genommen und vergrößert. Die am 25. Juni 1945 erfolgte Freigabe der Orte Bohra, Steinborn, Krakau und Naundorf zur Wiederbesiedlung mit Umsiedlern wurde durch die SMAD wieder aufgehoben. Die Dörfer wurden teils sofort oder bis 1947 wieder geräumt und später zerstört. Lediglich Naundorf wurde wieder besiedelt.
Ein 2,1 Quadratkilometer großes Areal bei Röhrsdorf am westlichen Rand des Truppenübungsplatzes wurde ab 1983 zur Raketenbasis für SS-12 umgebaut. Auf der Operationsbasis Königsbrück befanden sich 11 Abschussrampen und 19 Träger-Raketen in den Händen der 119. Raketenbrigade der GSSD.
Am Rand des Truppenübungsplatzes existierten auch außerhalb von Königsbrück umfangreiche militärische Einrichtungen, so in Schwepnitz und Schmorkau, das Standort eines Lazaretts war.
Der nächtliche Schießbetrieb, welcher oft durch die Druckwellen zu zerbrochenen Fensterscheiben führte, erzeugte in den Nachbargemeinden Proteste. Der damalige Königsbrücker Pfarrer Lothar Anys suchte daraufhin Ende der 1980er Jahre das Gespräch mit den Sowjets. Er erreichte, dass ein Protokoll erstellt wurde, in dem festgelegt wurde, dass nun nachts kein Übungsbetrieb mehr stattfinden sollte.
1990 bis 1992 zog die Sowjetarmee aus Ostdeutschland und Königsbrück ab. Am 10. Oktober 1992 fand auf der nun wieder zugänglichen Königshöhe ein großer Dankgottesdienst mit den Pfarrern der umliegenden Gemeinden und Hunderten Teilnehmern statt. Dabei wurde das auf Initiative des Königsbrücker Küsters Werner Lindner geschaffene große Holzkreuz geweiht, das zum friedlichen Zusammenleben mahnen soll.

### Zeit ab 1992

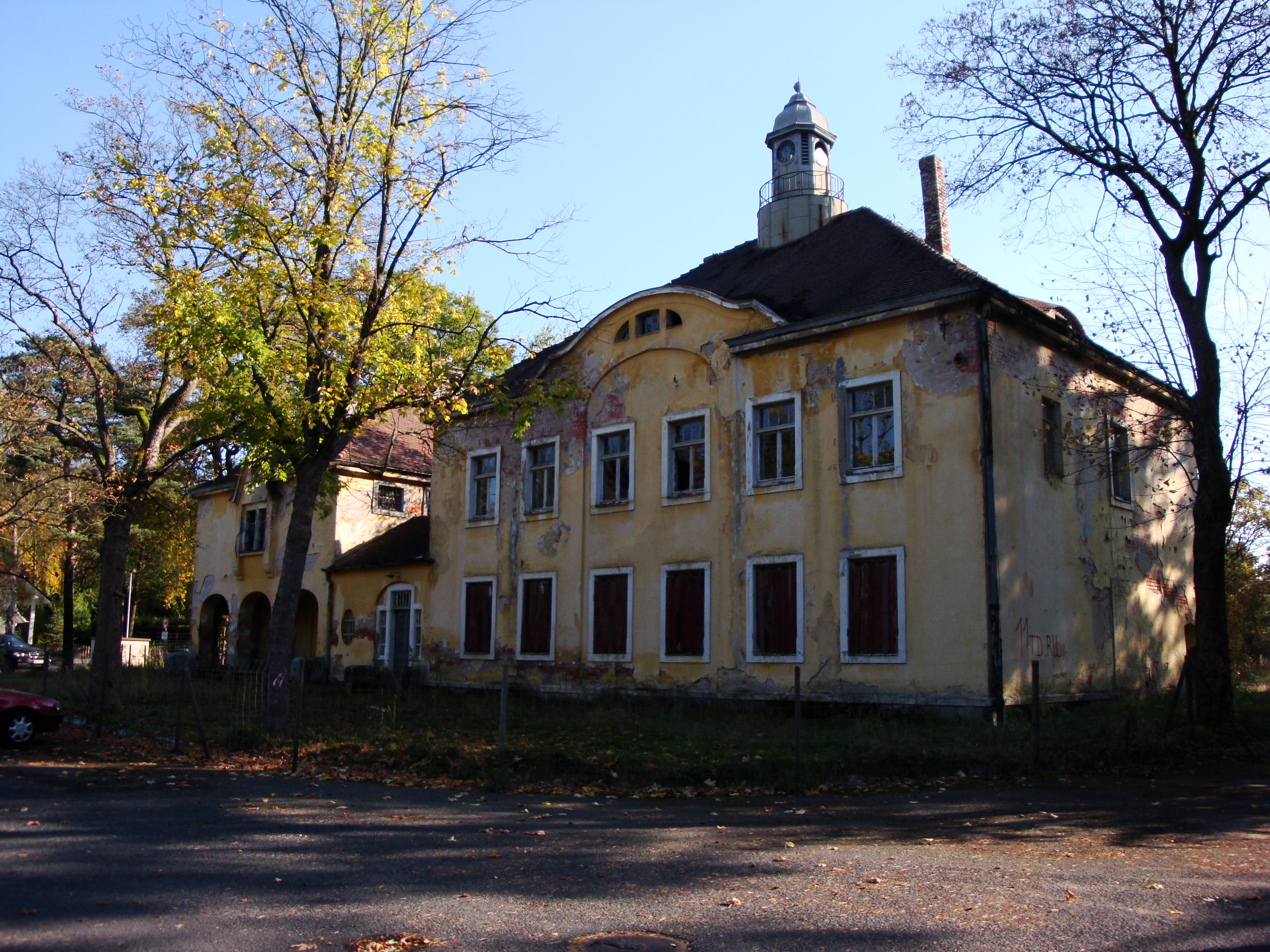
Eingangsgebäude der Kaserne, ehemaliges Postamt (Stand 2010)

Aufgrund der im Gelände hinterlassenen militärischen Altlasten blieb das Gelände gesperrt. Der „Ausschluss“ des Menschen aus dem Gebiet wurde als Chance begriffen, es 1996 als größtes zusammenhängendes Naturschutzgebiet Sachsens zu sichern. Es erhielt die Bezeichnung „Naturschutzgebiet Königsbrücker Heide“.
Der Freistaat Sachsen als Rechtsnachfolger übergab den größten Teil des ehemaligen Truppenübungsplatzes einschließlich 25 Millionen DM als Lastenausgleich der Stiftung Wald für Sachsen. Mit diesen Mitteln wurden bisher 4,1 Mio. Stück Kampfmittel, 30.000 Tonnen Schrott und eine nicht näher benannte Menge Chlorgas beseitigt. Fast alle oberirdischen Gebäude wurden abgetragen.
Auf einem Teil des Geländes wurde 2007 eine Photovoltaikanlage errichtet. Seit 2007 wird das Gebiet durch die NSG-Verwaltung Königsbrücker Heide und Gohrischheide betreut, die dem Staatsbetrieb Sachsenforst untersteht.